# Josef Dienbauer
Josef Dienbauer (* 30. März 1898 in Thomasberg; † 8. Dezember 1986 in Edlitz) war ein österreichischer Landwirt und Politiker (ÖVP). Dienbauer war von 1934 bis 1938 sowie von 1945 bis 1964 Abgeordneter zum Landtag von Niederösterreich.

## Leben
Dienbauer war als Landwirt in Thomasberg tätig und leistete von 1916 bis 1919 seinen Militärdienst ab, wobei er in Kriegsgefangenschaft geriet. Zwischen 1924 und 1936 gehörte er dem Gemeinderat von Thomasberg an, war ab 1932 Landeskammerrat und von 1936 bis 1938 Bürgermeister und Mitglied des Bundeswirtschaftsrates. Als Vertreter der Land- und Forstwirtschaft war Dienbauer vom 22. November 1934 bis zum 12. März 1938 Mitglied des Ständischen Landtags. Dienbauer wurde 1939 gemaßregelt und von 1939 bis 1940 sowie 1945 erneut zum Kriegsdienst eingezogen. Nach dem Ende des Zweiten Weltkriegs hatte Dienbauer von 1945 bis 1972 erneut das Amt des Bürgermeisters inne und wurde am 12. Dezember 1945 als Abgeordneter zum Landtag angelobt, dem er bis zum 19. November 1964 angehörte.
Dienbauer wurde der Berufstitel Ökonomierat verliehen. Er war Ehrenbürger von 25 Gemeinden.